# Priseljenec (film, 1917)
Priseljenec (angleško The Immigrant; tudi Brez denarja, angleško Broke) je ameriški nemi kratki film, za katerega je Charlie Chaplin napisal scenarij, ga produciral, režiral in v njem odigral glavno vlogo kot Potepuh. Ta je obtožen tatvine ob potovanju čez atlantski ocean v ZDA, na poti se spoprijatelji z mlado žensko. V glavnih vlogah sta nastopila še Edna Purviance in Eric Campbell.
V dokumentarnem filmu Neznani Chaplin je razkrito, da so prvo napisani in posneti prizori, kasneje montirani v drugo polovico filma. V njih revni Potepuh najde kovanec in naroči kosilo v restavraciji, ne opazi pa, da mu kovanec pade iz žepa. Šele kasneje je Chaplin dodelal razlog za Potepuhovo revščino, njegov prihod z ladjo iz Evrope, kar je uporabil kot osnovo za prvi del zgodbe.
Prizor, v katerem Potepuh brcne priseljenskega uradnika je bil kasneje naveden kot dokaz njegovih protiameriških nagnjenj, ko je bil leta 1952 izgnan iz ZDA. Leta 1998 je ameriška Kongresna knjižnica film izbrala za ohranitev v okviru Narodnega filmskega registra zaradi njegove »kulturne, zgodovinske ali estetske vrednosti«.

## Zgodba
Film se prične na krovu parnika, ki plove čez atlantski ocean, in v začetku prikaže pripetljaje neimenovanega priseljenca, Potepuha (Charlie Chaplin), ki je udeležen pri vrsti vragolij, med drugim igra karte, obeduje v menzi in se izogiba potnikom z morsko boleznijo. Med potjo se spoprijatelji z neimenovano priseljenko (Edna Purviance), ki potuje v ZDA skupaj z bolehno materjo. Obe oropa žepar, ki izgublja pri igrah na srečo. Potepuh, ki se mu ženski brez denarja zasmilita, poskuša na skrivaj svoj dobitek pri kartanju dati v njen žep, toda obtožijo ga žeparstva. Priseljenka uspe oprati njegovo ime in ob prihodu v ZDA se ločita. 
Kasneje lačen in revni Potepuh najde kovanec na ulici pred restavracijo in ga pobere. Ne opazi, da je v njegovem žepu luknja in da mu je kovanec takoj spet padel iz žepa. Vstopi v restavracijo in naroči krožnik pečenega fižola. Tu ponovno sreča priseljenko, ki mu pove o smrti svoje matere. Potepuh tudi zanjo naroči kosilo. Ob obedovanju vidita krepkega šefa strežbe in ostale natakarje, ki napadejo in nasilno vržejo na cesto stranko, ki ji je zmanjkalo deset centov do poravnave računa. Potepuh, ki ga natakar prestraši, preveri in ugotovi, da je izgubil kovanec. Zgrožen ob misli, da ga čaka enaka usoda kot moškega, ki so ga bili vrgli na cesto, začne načrtovati pretep s krepkim moškim. Toda kmalu za tem zagleda na tleh isti kovanec, ki je zdaj padel natakarju iz žepa, in ga večkrat neuspešno poskuša neopažen dobiti. Končno mu uspe priti do kovanca in ga nonšalantno izroči natakarju, ta pa ga osupne z razkritjem, da je ponarejen. Tako se Potepuh ponovno začne pripravljati na pretep svojega življenja. V tistem trenutku gostujoči umetnik opazi priseljenko in Potepuha ter jima ponudi službo slikarskih modelov. Privolita in umetnik jima želi plačati kosilo, kar Potepuh večkrat zavrne zaradi bontona, z idejo na koncu le sprejeti ponudbo, toda ostane osupel, ko umetnik tik pred tem odneha. Ta tako plača le svoje kosilo in pusti napitnino za natakarja. Potepuh opazi, da bi napitnina pokrila njuno kosilo, ter jo brez vednosti umetnika izroči natakarju kot plačilo. Kot zadnji udarec pusti natakarju preostanek denarja po plačilu kosila, majhen kovanec. Natakar misli, da mu umetnik ni pustil napitnine, in je zaradi tega vidno prizadet. 
Kasneje pred priseljenskim uradom v dežju Potepuh zaprosi priseljenko, ki je sprva sramežljiva in zadržana, toda privoli, ko jo smejočo odnese skozi vrata urada.

## Igralska zasedba
- Charlie Chaplin kot Potepuh - priseljenec
- Edna Purviance kot priseljenka
- Eric Campbell kot šef strežbe
- Albert Austin kot obedovalec
- Henry Bergman kot umetnik
- Kitty Bradbury kot mati
- Frank J. Coleman kot ladijski častnik / lastnik restavracije
- Tom Harrington kot poročni matičar
- James T. Kelly kot zanemarjen moški v restavraciji
- John Rand kot vinjen obedovalec, ki ne more plačati

## Produkcija
V prvem delu dokumentarnega filma Neznani Chaplin avtorja Kevin Brownlow in David Gill razkrijeta, da se je zgodba med snemanjem filma razvijala. Prvotno je bil zamišljen kot komedija, postavljena v umetnikovo kavarno, Purviance pa bi igrala njegovo živo oblečeno mecenko. To zgodbo so hitro skoraj v celoti opustili, preden je bil izdelan Chaplinov lik in, kot navaja dokumentarni film, je Chaplin začel na novo z zgodbo, še vedno postavljeno v kavarno, o moškem, ki ni bil pred tem še nikoli restavraciji in se zato pri mizi obnaša neprimerno, nato pa spozna prijetno dekle (Purviance) in se spravi v red. Sprva je Henry Bergman igral zastrašujočega natakarja, toda Chaplin ga je na koncu nadomestil z Ericom Campbellom.
Neznani Chaplin razkrije tudi, da je Chaplin razvil idejo o Potepuhu in Purvianceovem liki kot priseljencema, ko je ugotovil, da potrebuje za upravičenje prizorov v restavraciji več zgodbe. Po snemanju začetnih prizorov filma ob prihodu v ZDA, je ponovno posnel nekatere dele prizorov v restavraciji, da so bili v skladu z novo zgodbo (Bergmana je zdaj postavil v vlogo umetnika, ki razreši podzgodbo Potepuha s plačilim kosila), dodal je tudi zaključek, v katerem se Potepuh in priseljenka poročita.

## Zvočna različica
Leta 1932 je Amedee Van Beuren iz Van Beuren Studios kupil Chaplinove komedije studia Mutual za 10.000 $ vsako, Gene Rodemich in Winston Sharples sta napisala glasbeno podlago in dodala zvočne učinke, ter ponovno izdal filme preko RKO Radio Pictures. Chaplin ni imel pravnih argumentov za preprečitev izdaje teh filmov preko RKO.